# Clement Zablocki
Clement John Zablocki, född 18 november 1912 i Milwaukee i Wisconsin, död 3 december 1983 i Washington, D.C., var en amerikansk demokratisk politiker. 
Zablocki var ledamot av USA:s representanthus från 1949 fram till sin död.
Zablocki utexaminerades 1936 från Marquette University och arbetade därefter som lärare. Han efterträdde 1949 John C. Brophy som kongressledamot och avled 1983 i ämbetet. Zablocki efterträddes i representanthuset av Jerry Kleczka.